# Eurygryllodes
Eurygryllodes is een geslacht van rechtvleugeligen uit de familie krekels (Gryllidae). De wetenschappelijke naam van dit geslacht is voor het eerst geldig gepubliceerd in 1951 door Lucien Chopard.

## Soorten
Het geslacht Eurygryllodes omvat de volgende soorten:
- Eurygryllodes buntinus Otte & Alexander, 1983
- Eurygryllodes diminutus Walker, 1869
- Eurygryllodes gorimuis Otte & Alexander, 1983
- Eurygryllodes kurrabi Otte & Alexander, 1983
- Eurygryllodes latipennis Chopard, 1951
- Eurygryllodes maiartios Otte & Alexander, 1983
- Eurygryllodes moordoolura Otte & Alexander, 1983
- Eurygryllodes pina Otte & Alexander, 1983
- Eurygryllodes takanna Otte & Alexander, 1983
- Eurygryllodes warrani Otte & Alexander, 1983
- Eurygryllodes warrilla Otte & Alexander, 1983
- Eurygryllodes weetapoonis Otte & Alexander, 1983
- Eurygryllodes wilwindri Otte & Alexander, 1983
- Eurygryllodes wirangis Otte & Alexander, 1983
- Eurygryllodes yerramutta Otte & Alexander, 1983
- Eurygryllodes yoothapina Otte & Alexander, 1983